# Зимние Сурдлимпийские игры 1953
II Международные зимние игры глухих прошли в городе Осло, столице Норвегии . Игры проводились с 20 по 24 февраля 1953 года, участие в них приняли 44 спортсмена из 6 стран.

## Виды спорта
Программа II Международных зимних игр глухих включала 4 спортивные дисциплины:
- Горнолыжный спорт
- Прыжки на лыжах с трамплина
- Лыжное двоеборье
- Лыжные гонки

## Страны-участницы
В II Международных зимних играх глухих приняли участие спортсмены из 6 государств:
- Австрия
- Германия
- Финляндия
- Швеция
- Югославия

## Медальный зачёт
Страна-хозяйка (Норвегия)
| Место  | Страна    | Золото | Серебро | Бронза | Всего |
| ------ | --------- | ------ | ------- | ------ | ----- |
| 1      | Норвегия  | 5      | 4       | 4      | 13    |
| 2      | Финляндия | 3      | 2       | 2      | 7     |
| 3      | Австрия   | 1      | 1       | 0      | 2     |
| 4      | Югославия | 0      | 1       | 1      | 2     |
| 5      | Швеция    | 0      | 1       | 0      | 1     |
| 6      | Германия  | 0      | 0       | 1      | 1     |
| Всего: | Всего:    | 9      | 9       | 8      | 26    |